# Acacia dalea
Acacia dalea é uma espécie de leguminosa do gênero Acacia, pertencente à família Fabaceae.